# Lekkoatletyka na zawodach Przyjaźń-84
W ramach zawodów Przyjaźń-84, które zorganizowano w państwach, które zbojkotowały Letnie Igrzyska Olimpijskie 1984 w Los Angeles, odbyły się m.in. zawody w lekkiej atletyce. Konkurencje kobiece rozegrano w Pradze między 16 a 18 sierpnia 1984, a męskie w Moskwie 17 i 18 sierpnia 1984. Poniżej znajdują się wyniki 8 najlepszych zawodniczek i zawodników w każdej konkurencji oraz informacje o występach reprezentantów Polski.

## Kobiety

### 100 m
| Lp. | Państwo           | Zawodniczka            | Wynik |
| --- | ----------------- | ---------------------- | ----- |
| 1.  | NRD               | Marlies Göhr           | 10,95 |
| 2.  | ZSRR              | Ludmiła Kondratjewa    | 11,02 |
| 3.  | Bułgaria          | Anelija Nunewa         | 11,10 |
| 4.  | NRD               | Silke Gladisch         | 11,10 |
| 5.  | NRD               | Ingrid Auerswald-Lange | 11,10 |
| 6.  | Stany Zjednoczone | Alice Brown            | 11,21 |
| 7.  | Bułgaria          | Nadeżda Georgiewa      | 11,32 |
| 8.  | ZSRR              | Olga Antonowa          | 11,33 |

### 200 m
| Lp. | Państwo  | Zawodniczka          | Wynik |
| --- | -------- | -------------------- | ----- |
| 1.  | NRD      | Bärbel Wöckel        | 22,15 |
| 2.  | ZSRR     | Swietłana Żizdrikowa | 22,75 |
| 3.  | Bułgaria | Nadeżda Georgiewa    | 22,79 |
| 4.  | NRD      | Gesine Walther       | 22,82 |
| 5.  | Bułgaria | Anelija Nunewa       | 22,84 |
| 6.  | Polska   | Ewa Kasprzyk         | 23,14 |
| 7.  | ZSRR     | Maia Azaraszwili     | 23,30 |
| 8.  | Kuba     | Ana Fidelia Quirot   | 23,61 |

### 400 m
| Lp. | Państwo        | Zawodniczka           | Wynik |
| --- | -------------- | --------------------- | ----- |
| 1.  | NRD            | Marita Koch           | 48,16 |
| 2.  | Czechosłowacja | Taťána Kocembová      | 48,73 |
| 3.  | ZSRR           | Olga Władykina        | 49,52 |
| 4.  | ZSRR           | Marija Pinigina       | 49,89 |
| 5.  | Czechosłowacja | Jarmila Kratochvílová | 49,94 |
| 6.  | Bułgaria       | Rosica Stamenowa      | 50,85 |
| 7.  | NRD            | Kirsten Emmelmann     | 50,96 |
| 8.  | Kuba           | Ana Fidelia Quirot    | 51,94 |

### 800 m
| Lp. | Państwo        | Zawodniczka         | Wynik   |
| --- | -------------- | ------------------- | ------- |
| 1.  | ZSRR           | Irina Podjałowska   | 1:57,31 |
| 2.  | Czechosłowacja | Zuzana Moravčíková  | 1:58,06 |
| 3.  | ZSRR           | Nadieżda Olizarenko | 1:58,10 |
| 4.  | ZSRR           | Lubow Gurina        | 1:58,13 |
| 5.  | NRD            | Hildegard Ullrich   | 1:58,50 |
| 6.  | NRD            | Katrin Wühn         | 1:59,08 |
| 7.  | Bułgaria       | Janka Dimowa        | 2:00,75 |
| 8.  | Polska         | Jolanta Januchta    | 2:02,49 |

### 1500 m
| Lp. | Państwo        | Zawodniczka             | Wynik   |
| --- | -------------- | ----------------------- | ------- |
| 1.  | ZSRR           | Nadieżda Rałłdigina     | 3:56,63 |
| 2.  | ZSRR           | Rawila Agletdinowa      | 3:58,70 |
| 3.  | ZSRR           | Jekatierina Podkopajewa | 4:01,61 |
| 4.  | Bułgaria       | Wanja Stojanowa         | 4:06,87 |
| 5.  | NRD            | Christiane Wartenberg   | 4:08,60 |
| 6.  | Czechosłowacja | Ivana Kleinová          | 4:10,26 |
| 7.  | Bułgaria       | Rosica Jekowa           | 4:11,50 |
| 8.  | Czechosłowacja | Eva Jurková             | 4:12,71 |

### 3000 m
| Lp. | Państwo        | Zawodniczka       | Wynik   |
| --- | -------------- | ----------------- | ------- |
| 1.  | ZSRR           | Tatiana Kazankina | 8:33,01 |
| 2.  | ZSRR           | Natalia Artiemowa | 8:40,53 |
| 3.  | ZSRR           | Olga Bondarienko  | 8:43,74 |
| 4.  | Węgry          | Katalin Szalai    | 8:57,56 |
| 5.  | Bułgaria       | Radka Naplatanowa | 9:01,59 |
| 6.  | Czechosłowacja | Ivana Kleinová    | 9:06,08 |
| 7.  | Belgia         | Corinne Debaets   | 9:07,79 |
| 8.  | Bułgaria       | Rosica Jekowa     | 9:11,07 |

### maraton
| Lp. | Państwo        | Zawodniczka         | Wynik   |
| --- | -------------- | ------------------- | ------- |
| 1.  | ZSRR           | Zoja Iwanowa        | 2:33:44 |
| 2.  | ZSRR           | Lucia Bielajewa     | 2:33:54 |
| 3.  | ZSRR           | Raisa Smiechnowa    | 2:33:59 |
| 4.  | ZSRR           | Nadieżda Usmanowa   | 2:36:33 |
| 5.  | ZSRR           | Alena Cuchło        | 2:38:20 |
| 6.  | Węgry          | Karolina Szabó      | 2:41:51 |
| 7.  | Czechosłowacja | Ludmila Melicherová | 2:43:21 |
| 8.  | Polska         | Gabriela Górzyńska  | 2:44:00 |

### 100 m ppł
| Lp. | Państwo  | Zawodniczka         | Wynik |
| --- | -------- | ------------------- | ----- |
| 1.  | Bułgaria | Jordanka Donkowa    | 12,55 |
| 2.  | NRD      | Sabine Paetz        | 12,60 |
| 3.  | Polska   | Lucyna Kałek        | 12,61 |
| 4.  | ZSRR     | Wiera Akimowa       | 12,62 |
| 5.  | ZSRR     | Swietłana Gusarowa  | 12,77 |
| 6.  | Bułgaria | Ginka Zagorczewa    | 12,86 |
| 7.  | ZSRR     | Nadieżda Korszunowa | 12,93 |
| 8.  | Węgry    | Xénia Siska         | 13,06 |

### 400 m ppł
| Lp. | Państwo        | Zawodniczka           | Wynik |
| --- | -------------- | --------------------- | ----- |
| 1.  | ZSRR           | Marina Stiepanowa     | 53,67 |
| 2.  | ZSRR           | Jekatierina Gruń      | 54,42 |
| 3.  | ZSRR           | Margarita Ponomariewa | 54,65 |
| 4.  | Polska         | Genowefa Błaszak      | 55,35 |
| 5.  | Bułgaria       | Radistina Szterewa    | 56,98 |
| 6.  | Bułgaria       | Nadieżda Asenowa      | 56,98 |
| 7.  | Węgry          | Erika Szopori         | 57,18 |
| 8.  | Czechosłowacja | Anna Filicková        | 57,99 |

### 4×100m
| Lp. | Państwo        | Zawodniczki                                                             | Wynik |
| --- | -------------- | ----------------------------------------------------------------------- | ----- |
| 1.  | Bułgaria       | Pepa Pawłowa Anelija Nunewa Nadeżda Georgiewa Lilana Iwanowa            | 42,62 |
| 2.  | ZSRR           | Ludmiła Kondratjewa Maia Azaraszwili Swietłana Żizdrikowa Olga Antonowa | 42,71 |
| 3.  | Czechosłowacja | Eva Murková Taťána Kocembová Renata Černochová Jarmila Kratochvílová    | 43,21 |
| 4.  | Polska         | Elżbieta Woźniak Iwona Pakuła Elżbieta Tomczak Ewa Kasprzyk             | 43,43 |
| 5.  | NRD            | Silke Gladisch Bärbel Wöckel Ingrid Auerswald-Lange Marlies Göhr        | n.u.  |

### 4×400m
| Lp. | Państwo        | Zawodniczki                                                              | Wynik   |
| --- | -------------- | ------------------------------------------------------------------------ | ------- |
| 1.  | ZSRR           | Irina Baskakowa Irina Nazarowa Marija Pinigina Olga Władykina            | 3:19,22 |
| 2.  | Czechosłowacja | Alena Bulířová Zuzana Moravčíková Jarmila Kratochvílová Taťána Kocembová | 3:21,89 |
| 3.  | Bułgaria       | Galina Penkowa Katia Iliewa Radostina Szterewa Rosica Stamenowa          | 3:28,34 |
| 4.  | Polska         | Elżbieta Kapusta Małgorzata Dunecka Jolanta Januchta Genowefa Błaszak    | 3:29,09 |

### skok wzwyż
| Lp. | Państwo  | Zawodniczka        | Wynik |
| --- | -------- | ------------------ | ----- |
| 1.  | Bułgaria | Ludmiła Andonowa   | 1,96  |
| 2.  | ZSRR     | Ludmiła Butuzowa   | 1,96  |
| 3.  | ZSRR     | Tamara Bykowa      | 1,96  |
| 4.  | Bułgaria | Stefka Kostadinowa | 1,93  |
| 5.  | Polska   | Jolanta Komsa      | 1,93  |
| 6.  | Polska   | Danuta Bułkowska   | 1,90  |
| 7.  | NRD      | Andrea Bienias     | 1,90  |
| 8.  | NRD      | Susanne Helm       | 1,85  |

### skok w dal
| Lp. | Państwo        | Zawodniczka           | Wynik |
| --- | -------------- | --------------------- | ----- |
| 1.  | NRD            | Heike Drechsler       | 7,15  |
| 2.  | NRD            | Helga Radtke          | 7,11  |
| 3.  | ZSRR           | Galina Czistiakowa    | 7,11  |
| 4.  | ZSRR           | Niele Miedwiediewa    | 7,02  |
| 5.  | Czechosłowacja | Eva Murková           | 6,84  |
| 6.  | ZSRR           | Tatiana Proskuriakowa | 6,70  |
| 7.  | Polska         | Anna Włodarczyk       | 6,58  |
| 8.  | Bułgaria       | Ludmiła Ninowa        | 6,50  |

### pchnięcie kulą
| Lp. | Państwo        | Zawodniczka        | Wynik |
| --- | -------------- | ------------------ | ----- |
| 1.  | ZSRR           | Natalja Lisowska   | 21,96 |
| 2.  | Czechosłowacja | Helena Fibingerová | 21,33 |
| 3.  | ZSRR           | Nunu Abaszydze     | 21,18 |
| 4.  | NRD            | Ines Müller        | 20,76 |
| 5.  | Kuba           | María Elena Sarría | 19,93 |
| 6.  | NRD            | Cordula Schulze    | 19,78 |
| 7.  | RFN            | Claudia Losch      | 18,81 |
| 8.  | Czechosłowacja | Alena Vitoulová    | 17,06 |

### rzut dyskiem
| Lp. | Państwo        | Zawodniczka        | Wynik                 |
| --- | -------------- | ------------------ | --------------------- |
| 1.  | NRD            | Irina Meszynski    | 73,36 (rekord świata) |
| 2.  | ZSRR           | Galina Murašova    | 72,14                 |
| 3.  | Czechosłowacja | Zdeňka Šilhavá     | 70,14                 |
| 4.  | ZSRR           | Galina Sawinkowa   | 68,90                 |
| 5.  | ZSRR           | Jelena Kiszejewa   | 67,32                 |
| 6.  | NRD            | Gisela Beyer       | 66,26                 |
| 7.  | Bułgaria       | Cwetanka Christowa | 66,06                 |
| 8.  | Bułgaria       | Maria Petkowa      | 64,90                 |

### rzut oszczepem
| Lp. | Państwo        | Zawodniczka          | Wynik |
| --- | -------------- | -------------------- | ----- |
| 1.  | NRD            | Petra Felke          | 73,30 |
| 2.  | Bułgaria       | Antoaneta Todorowa   | 65,40 |
| 3.  | Kuba           | María Colón          | 64,34 |
| 4.  | NRD            | Antje Zöllkau        | 61,64 |
| 5.  | Kuba           | Mayra Villa          | 60,84 |
| 6.  | Czechosłowacja | Elena Révayová       | 60,80 |
| 7.  | Czechosłowacja | Elena Burgárová      | 60,40 |
| 8.  | ZSRR           | Natalia Kolenczukowa | 59,74 |

### siedmiobój
| Lp. | Państwo        | Zawodniczka          | Wynik |
| --- | -------------- | -------------------- | ----- |
| 1.  | ZSRR           | Natalia Graczowa     | 6377  |
| 2.  | ZSRR           | Nadieżda Winogradowa | 6357  |
| 3.  | NRD            | Heike Tischler       | 6290  |
| 4.  | Polska         | Małgorzata Nowak     | 6194  |
| 5.  | Czechosłowacja | Marcela Koblasová    | 6039  |
| 6.  | Czechosłowacja | Helena Otahalová     | 5987  |
| 7.  | Kuba           | Hildelisa Despaigne  | 5973  |
| 8.  | Czechosłowacja | Zuzana Lajbnerová    | 5895  |

## Mężczyźni

### 100 m
| Lp. | Państwo        | Zawodnik          | Wynik |
| --- | -------------- | ----------------- | ----- |
| 1.  | Kuba           | Osvaldo Lara      | 10,17 |
| 2.  | Węgry          | Attila Kovács     | 10,18 |
| 3.  | Kuba           | Leandro Peñalver  | 10,21 |
| 4.  | Polska         | Arkadiusz Janiak  | 10,29 |
| 5.  | NRD            | Thomas Schröder   | 10,33 |
| 6.  | ZSRR           | Nikołaj Sidorow   | 10,35 |
| 7.  | Czechosłowacja | František Ptáčník | 10,35 |
| 8.  | Kuba           | Andres Simon      | 10,36 |

### 200 m
| Lp. | Państwo        | Zawodnik             | Wynik |
| --- | -------------- | -------------------- | ----- |
| 1.  | ZSRR           | Władimir Murawjow    | 20,34 |
| 2.  | ZSRR           | Aleksandr Jewgienjew | 20,41 |
| 3.  | NRD            | Olaf Prenzler        | 20,58 |
| 4.  | Kuba           | Leandro Peñalver     | 20,65 |
| 5.  | Czechosłowacja | František Břečka     | 20,65 |
| 6.  | ZSRR           | Siergiej Sokołow     | 20,78 |
| 7.  | Kuba           | Tomás González       | 20,80 |
| 8.  | Kuba           | Silvio Leonard       | 20,82 |

### 400 m
| Lp. | Państwo        | Zawodnik             | Wynik |
| --- | -------------- | -------------------- | ----- |
| 1.  | ZSRR           | Wiktor Markin        | 44,78 |
| 2.  | ZSRR           | Aleksandr Troszcziło | 45,51 |
| 3.  | ZSRR           | Aleksandr Kuroczkin  | 45,52 |
| 4.  | Kuba           | Carlos Reyte         | 46,01 |
| 5.  | Węgry          | Gusztáv Menczer      | 46,12 |
| 6.  | Czechosłowacja | Ján Tomko            | 46,23 |
| 7.  | Kuba           | Lázaro Martínez      | 46,76 |
| 8.  | Bułgaria       | Dimityr Rangełow     | 46,82 |

### 800 m
| Lp. | Państwo    | Zawodnik             | Wynik   |
| --- | ---------- | -------------------- | ------- |
| 1.  | Kuba       | Alberto Juantorena   | 1:45,68 |
| 1.  | Polska     | Ryszard Ostrowski    | 1:45,68 |
| 3.  | ZSRR       | Wiktor Kalinkin      | 1:45,83 |
| 4.  | ZSRR       | Wasyl Matwiejew      | 1:46,23 |
| 5.  | ZSRR       | Łeonid Masunow       | 1:47,44 |
| 6.  | NRD        | Andreas Hauck        | 1:47,79 |
| 7.  | Szwecja    | Ronny Olsson         | 1:48,07 |
| 8.  | Madagaskar | Tisbite Rakotoarisoa | 1:50,31 |

### 1500 m
| Lp. | Państwo   | Zawodnik             | Wynik   |
| --- | --------- | -------------------- | ------- |
| 1.  | NRD       | Andreas Busse        | 3:36,65 |
| 2.  | ZSRR      | Anatolij Kałucki     | 3:37,85 |
| 3.  | ZSRR      | Igor Łotoriew        | 3:38,42 |
| 4.  | Algieria  | Abderrazak Bounour   | 3:40,35 |
| 5.  | ZSRR      | Paweł Jakowlew       | 3:41,42 |
| 6.  | Finlandia | Harri Hänninen       | 3:41,87 |
| 7.  | Algieria  | Abderrahmane Morceli | 3:42,05 |
| 8.  | Algieria  | Amar Brahmia         | 3:43,42 |

### 5000 m
| Lp. | Państwo        | Zawodnik             | Wynik    |
| --- | -------------- | -------------------- | -------- |
| 1.  | Bułgaria       | Ewgeni Ignatow       | 13:26,35 |
| 2.  | ZSRR           | Dmitrij Dmitrijew    | 13:26,85 |
| 3.  | Etiopia        | Wodajo Bulti         | 13:29,08 |
| 4.  | ZSRR           | Gennadij Fiszman     | 13:29,50 |
| 5.  | Etiopia        | Kasse Balcha         | 13:32,01 |
| 6.  | Etiopia        | Debele Bekele        | 13:33,74 |
| 7.  | Czechosłowacja | Lubomír Tesáček      | 13:34,34 |
| 8.  | ZSRR           | Anatolij Krochmaliuk | 13:48,52 |

### 10 000 m
| Lp. | Państwo        | Zawodnik             | Wynik    |
| --- | -------------- | -------------------- | -------- |
| 1.  | ZSRR           | Walerij Abramow      | 27:55,17 |
| 2.  | Etiopia        | Wodajo Bulti         | 27:58,77 |
| 3.  | Etiopia        | Debele Bekele        | 28:03,06 |
| 4.  | ZSRR           | Aleksander Chudiakow | 28:07,30 |
| 5.  | Czechosłowacja | Martin Vrábel        | 28:19,66 |
| 6.  | ZSRR           | Oleg Striżakow       | 28:33,29 |
| 7.  | Etiopia        | Berhanu Girma        | 29:08,38 |
| 8.  | Tanzania       | Alfred Suachanga     | 29:39,14 |

### maraton
| Lp. | Państwo        | Zawodnik           | Wynik   |
| --- | -------------- | ------------------ | ------- |
| 1.  | Etiopia        | Dereje Nedi        | 2:10:31 |
| 2.  | Etiopia        | Abebe Mekonnen     | 2:11:30 |
| 3.  | Korea Północna | Li Jong-hyong      | 2:11:44 |
| 4.  | Polska         | Jerzy Skarżyński   | 2:13:23 |
| 5.  | ZSRR           | Jewgienij Okorokow | 2:15:18 |
| 6.  | ZSRR           | Wiktor Siemionow   | 2:17:34 |
| 7.  | Czechosłowacja | Mojmír Láníček     | 2:17:59 |
| 8.  | Korea Północna | Che Choi-ho        | 2:18:20 |

### 110 m przez płotki
| Lp. | Państwo        | Zawodnik           | Wynik |
| --- | -------------- | ------------------ | ----- |
| 1.  | Węgry          | György Bakos       | 13,52 |
| 2.  | ZSRR           | Wiaczesław Ustinow | 13,57 |
| 3.  | NRD            | Thomas Munkelt     | 13,64 |
| 4.  | ZSRR           | Siergiej Usow      | 13,75 |
| 5.  | ZSRR           | Igors Kazanovs     | 13,76 |
| 6.  | Bułgaria       | Płamen Krystew     | 13,84 |
| 7.  | Kuba           | Alejandro Casañas  | 25,60 |
| 8.  | Czechosłowacja | Jiří Hudec         | n.u.  |

### 400 m przez płotki
| Lp. | Państwo  | Zawodnik           | Wynik |
| --- | -------- | ------------------ | ----- |
| 1.  | ZSRR     | Aleksandr Wasiljew | 48,63 |
| 2.  | ZSRR     | Władimir Budko     | 48,74 |
| 3.  | Bułgaria | Toma Tomow         | 49,29 |
| 4.  | ZSRR     | Wasyl Archypenko   | 49,67 |
| 5.  | Kuba     | Julio Prado        | 49,77 |
| 6.  | Węgry    | József Szalai      | 50,44 |
| 7.  | Węgry    | István Takács      | 50,44 |
| 8.  | Polska   | Ryszard Szparak    | 50,68 |

### 3000 m z przeszkodami
| Lp. | Państwo        | Zawodnik          | Wynik   |
| --- | -------------- | ----------------- | ------- |
| 1.  | Polska         | Bogusław Mamiński | 8:27,15 |
| 2.  | NRD            | Hagen Melzer      | 8:27,43 |
| 3.  | Szwecja        | Jan Hagelbrand    | 8:32,36 |
| 4.  | Czechosłowacja | Václav Pátek      | 8:33,11 |
| 5.  | Bułgaria       | Panajot Kaszanow  | 8:33,12 |
| 6.  | ZSRR           | Walerij Griaznow  | 8:34,26 |
| 7.  | ZSRR           | Andriej Popielew  | 8:38,60 |
| 8.  | ZSRR           | Iwan Konowałow    | 8:48,99 |

### 4×100m
| Lp. | Państwo          | Zawodnicy                                                               | Wynik |
| --- | ---------------- | ----------------------------------------------------------------------- | ----- |
| 1.  | ZSRR             | Aleksandr Jewgienjew Siergiej Sokołow Władimir Murawjow Nikołaj Sidorow | 38,32 |
| 2.  | Kuba             | Tomás González Leandro Peñalver Silvio Leonard Osvaldo Lara             | 38,79 |
| 3.  | Polska           | Krzysztof Zwoliński Marian Woronin Czesław Prądzyński Arkadiusz Janiak  | 38,81 |
| 4.  | Czechosłowacja   | Josef Lomický František Ptáčník Miroslav Púchovský František Břečka     | 39,14 |
| 5.  | Węgry            | Ferenc Kiss Endre Havas István Tatar Attila Kovács                      | 39,21 |
| 6.  | Bułgaria         | Krasimir Sarbakow Walentin Atanasow Bogomił Karadimow Nikołaj Markow    | 39,44 |
| 7.  | Jemen Południowy | G. Hassuna N. Salim A. Zakir S. Ali                                     | 44,48 |

### 4×400m
| Lp. | Państwo          | Zawodnicy                                                             | Wynik   |
| --- | ---------------- | --------------------------------------------------------------------- | ------- |
| 1.  | ZSRR             | Siergiej Łowaczow Jewgienij Łomtiew Aleksandr Kuroczkin Wiktor Markin | 3:00,16 |
| 2.  | NRD              | Carlo Niestädt Mathias Schersing Thomas Schönlebe Jens Carlowitz      | 3:00,47 |
| 3.  | Kuba             | Lázaro Martínez Carlos Reyte Roberto Ramos Alberto Juantorena         | 3:04,76 |
| 4.  | Czechosłowacja   | Miroslav Púchovský Petr Břečka Dušan Malovec Ján Tomko                | 3:05,69 |
| 5.  | Polska           | Robert Kseniak Ryszard Ostrowski Ryszard Szparak Andrzej Stępień      | 3:06,03 |
| 6.  | Węgry            | Gusztáv Menczer Pál Bankó István Takács L. Csabo                      | 3:06,28 |
| 7.  | Bułgaria         | Dimityr Rangełow Toma Tomow Dinko Penew Bożydar Konstantinow          | 3:26,13 |
| 8.  | Jemen Południowy | M. Samanter M. Daud A. Zakir M. Ali                                   | 3:29,75 |

### chód 20 km
| Lp. | Państwo        | Zawodnik           | Wynik   |
| --- | -------------- | ------------------ | ------- |
| 1.  | ZSRR           | Siergiej Prociszyn | 1:21:57 |
| 2.  | ZSRR           | Anatolij Sołomin   | 1:22:21 |
| 3.  | ZSRR           | Nikołaj Połozow    | 1:22:40 |
| 4.  | Bułgaria       | Lubomir Iwanow     | 1:24:05 |
| 5.  | Finlandia      | Reima Salonen      | 1:24:40 |
| 6.  | Czechosłowacja | Roman Mrázek       | 1:24:50 |
| 7.  | Polska         | Zdzisław Szlapkin  | 1:25:47 |
| 8.  | Etiopia        | Shemsu Hassan      | 1:27:08 |

### chód 50 km
| Lp. | Państwo        | Zawodnik          | Wynik   |
| --- | -------------- | ----------------- | ------- |
| 1.  | ZSRR           | Andriej Pierłow   | 3:43:06 |
| 2.  | Czechosłowacja | Pavol Szikora     | 3:45:53 |
| 3.  | ZSRR           | Wiktor Dorowskich | 3:58:47 |
| 4.  | Czechosłowacja | Jozef Hudák       | 3:59:16 |
| 5.  | Węgry          | László Sator      | 4:07:28 |
| 6.  | Czechosłowacja | Ivo Pitak         | 4:12:29 |

### skok wzwyż
| Lp. | Państwo | Zawodnik            | Wynik |
| --- | ------- | ------------------- | ----- |
| 1.  | ZSRR    | Walerij Sereda      | 2,25  |
| 2.  | Kuba    | Javier Sotomayor    | 2,25  |
| 3.  | Polska  | Dariusz Zielke      | 2,20  |
| 4.  | Kuba    | Jorge Alfaro        | 2,15  |
| 4.  | Kuba    | Francisco Centelles | 2,15  |
| 4.  | ZSRR    | Ołeksij Demjaniuk   | 2,15  |
| 4.  | Polska  | Jacek Wszoła        | 2,15  |
| 8.  | ZSRR    | Siergiej Zasimowicz | 2,15  |

### skok o tyczce
| Lp. | Państwo  | Zawodnik              | Wynik |
| --- | -------- | --------------------- | ----- |
| 1.  | ZSRR     | Konstantin Wołkow     | 5,80  |
| 2.  | ZSRR     | Serhij Bubka          | 5,70  |
| 3.  | ZSRR     | Aleksander Krupski    | 5,70  |
| 4.  | Bułgaria | Iwo Janczew           | 5,60  |
| 5.  | Polska   | Marian Kolasa         | 5,50  |
| 6.  | Polska   | Władysław Kozakiewicz | 5,40  |
| 7.  | Bułgaria | Atanas Tyrew          | 5,40  |
| 8.  | NRD      | Andreas Kramss        | 5,20  |

### skok w dal
| Lp. | Państwo  | Zawodnik               | Wynik |
| --- | -------- | ---------------------- | ----- |
| 1.  | ZSRR     | Konstantin Semkin      | 8,38  |
| 2.  | Kuba     | Jaime Jefferson        | 8,37  |
| 3.  | ZSRR     | Siergiej Łajewski      | 8,22  |
| 4.  | Węgry    | László Szalma          | 8,15  |
| 5.  | Węgry    | Gyula Pálóczi          | 8,02  |
| 6.  | ZSRR     | Oganes Stepanian       | 7,99  |
| 7.  | Bułgaria | Atanas Zaprianow       | 7,94  |
| 8.  | Polska   | Włodzimierz Włodarczyk | 7,90  |

### trójskok
| Lp. | Państwo        | Zawodnik           | Wynik |
| --- | -------------- | ------------------ | ----- |
| 1.  | ZSRR           | Oleg Procenko      | 17,46 |
| 2.  | ZSRR           | Ołeksandr Jakowlew | 17,41 |
| 3.  | Bułgaria       | Christo Markow     | 17,29 |
| 4.  | Kuba           | Lázaro Betancourt  | 17,18 |
| 5.  | Czechosłowacja | Vlastimil Mařinec  | 17,06 |
| 6.  | Bułgaria       | Stoica Iliew       | 16,94 |
| 7.  | Czechosłowacja | Ján Čado           | 16,93 |
| 8.  | ZSRR           | Hryhorij Jemeć     | 16,77 |

### pchnięcie kulą
| Lp. | Państwo        | Zawodnik            | Wynik |
| --- | -------------- | ------------------- | ----- |
| 1.  | ZSRR           | Siarhiej Kasnauskas | 21,64 |
| 2.  | NRD            | Udo Beyer           | 21,60 |
| 3.  | ZSRR           | Wołodymyr Kyselow   | 21,58 |
| 4.  | ZSRR           | Jānis Bojārs        | 21,48 |
| 5.  | Polska         | Helmut Krieger      | 21,03 |
| 6.  | Czechosłowacja | Remigius Machura    | 20,82 |
| 7.  | Polska         | Edward Sarul        | 20,34 |
| 8.  | Bułgaria       | Georgi Todorow      | 19,56 |

### rzut dyskiem
| Lp. | Państwo        | Zawodnik            | Wynik |
| --- | -------------- | ------------------- | ----- |
| 1.  | ZSRR           | Jurij Dumczew       | 66,70 |
| 2.  | Kuba           | Juan Martínez       | 66,04 |
| 3.  | NRD            | Jürgen Schult       | 66,02 |
| 4.  | Czechosłowacja | Imrich Bugár        | 65,38 |
| 5.  | Czechosłowacja | Gejza Valent        | 65,28 |
| 6.  | Kuba           | Luis Delís          | 64,78 |
| 7.  | NRD            | Wolfgang Warnemünde | 64,57 |
| 8.  | ZSRR           | Romas Ubartas       | 63,70 |

### rzut młotem
| Lp. | Państwo | Zawodnik            | Wynik |
| --- | ------- | ------------------- | ----- |
| 1.  | ZSRR    | Jurij Siedych       | 85,60 |
| 2.  | ZSRR    | Igor Nikulin        | 82,56 |
| 3.  | ZSRR    | Siergiej Litwinow   | 81,30 |
| 4.  | Węgry   | Imre Szitás         | 77,32 |
| 5.  | Węgry   | Tibor Tanczi        | 75,76 |
| 6.  | NRD     | Ralf Haber          | 75,18 |
| 7.  | Polska  | Mariusz Tomaszewski | 75,16 |
| 8.  | Węgry   | József Vida         | 75,10 |

### rzut oszczepem
| Lp. | Państwo        | Zawodnik         | Wynik |
| --- | -------------- | ---------------- | ----- |
| 1.  | NRD            | Uwe Hohn         | 94,44 |
| 2.  | NRD            | Detlef Michel    | 88,32 |
| 3.  | Czechosłowacja | Zdeněk Adamec    | 87,10 |
| 4.  | ZSRR           | Heino Puuste     | 86,28 |
| 5.  | ZSRR           | Wiktor Jewsiukow | 85,78 |
| 6.  | ZSRR           | Serhij Hawraś    | 85,08 |
| 7.  | NRD            | Gerald Weiß      | 83,98 |
| 8.  | Węgry          | András Temesi    | 82,82 |

### dziesięciobój
| Lp. | Państwo        | Zawodnik             | Wynik |
| --- | -------------- | -------------------- | ----- |
| 1.  | ZSRR           | Grigorij Diegtiariow | 8523  |
| 2.  | NRD            | Torsten Voss         | 8450  |
| 3.  | ZSRR           | Igor Sobolewski      | 8433  |
| 4.  | Bułgaria       | Atanas Andonow       | 7783  |
| 5.  | ZSRR           | Aleksander Apajczew  | 7698  |
| 6.  | Czechosłowacja | Martin Machura       | 7508  |
| 7.  | NRD            | Hans-Ulrich Riecke   | 7429  |

## Występy Polaków

### Kobiety
- bieg na 100 m
  - Elżbieta Tomczak zajęła 11. miejsce (3. miejsce w finale „B”)
  - Iwona Pakuła zajęła 12. miejsce (4. miejsce w finale „B”)
- bieg na 200 m
  - Ewa Kasprzyk zajęła 6. miejsce
  - Elżbieta Woźniak zajęła 9. miejsce (1. miejsce w finale „B”)
- bieg na 800 m
  - Jolanta Januchta zajęła 8. miejsce
- bieg maratoński
  - Gabriela Górzyńska zajęła 8. miejsce
  - Anna Bełtowska-Król nie ukończyła
- bieg na 100 m przez płotki
  - Lucyna Kałek zajęła 3. miejsce
- bieg na 400 m przez płotki
  - Genowefa Błaszak zajęła 4. miejsce
- sztafeta 4 × 100 m
  - Elżbieta Woźniak, Iwona Pakuła, Elżbieta Tomczak i Ewa Kasprzyk zajęły 4. miejsce
- sztafeta 4 × 400 m
  - Elżbieta Kapusta, Małgorzata Dunecka, Jolanta Januchta i Genowefa Błaszak zajęły 4. miejsce
- skok wzwyż
  - Jolanta Komsa zajęła 5. miejsce
  - Danuta Bułkowska zajęła 6. miejsce
- skok w dal
  - Anna Włodarczyk zajęła 7. miejsce
- siedmiobój
  - Małgorzata Nowak zajęła 4. miejsce

### Mężczyźni
- bieg na 100 m
  - Arkadiusz Janiak zajął 4. miejsce
  - Leszek Dunecki odpadł w eliminacjach
  - Marian Woronin odpadł w eliminacjach
- bieg na 200 m
  - Leszek Dunecki odpadł w eliminacjach
  - Czesław Prądzyński odpadł w eliminacjach
- bieg na 800 m
  - Ryszard Ostrowski zajął 1.-2. miejsce
- bieg maratoński
  - Jerzy Skarżyński zajął 4. miejsce
  - Antoni Niemczak zajął 11. miejsce
  - Wojciech Ratkowski nie ukończył biegu
- bieg na 110 m przez płotki
  - Romuald Giegiel odpadł w eliminacjach
- bieg na 400 m przez płotki
  - Ryszard Szparak zajął 8. miejsce
- bieg na 3000 m z przeszkodami
  - Bogusław Mamiński zajął 1. miejsce
- sztafeta 4 × 100 m
  - Krzysztof Zwoliński, Marian Woronin, Czesław Prądzyński i Arkadiusz Janiak zajęli 3. miejsce
- sztafeta 4 × 400 m
  - Robert Kseniak, Ryszard Ostrowski, Ryszard Szparak i Andrzej Stępień zajęli 5. miejsce
- chód na 20 km
  - Zdzisław Szlapkin zajął 7. miejsce
- skok wzwyż
  - Dariusz Zielke zajął 3. miejsce
  - Jacek Wszoła zajął 4.-7. miejsce
- skok o tyczce
  - Marian Kolasa zajął 5. miejsce
  - Władysław Kozakiewicz zajął 6. miejsce
- skok w dal
  - Włodzimierz Włodarczyk zajął 8. miejsce
  - Stanisław Jaskułka niesklasyfikowany (trzy próby nieudane)
- trójskok
  - Zdzisław Hoffmann zajął 12. miejsce
- pchnięcie kulą
  - Helmut Krieger zajął 5. miejsce
  - Edward Sarul zajął 7. miejsce
  - Janusz Gassowski zajął 10. miejsce
- rzut młotem
  - Mariusz Tomaszewski zajął 7. miejsce
  - Henryk Królak zajął 10. miejsce